# HD 62893
HD 62893，又名CD-37 3841，SAO 198379、HR 3011，是一颗恒星，视星等为5.88，位于銀經252.31，銀緯-6.84，其B1900.0坐标为赤經7h 41m 0.5s，赤緯-37° -6.84′ 7″。